# اوریم آکین
آوریم آکین (انگلیسی: Evrim Akın؛ زادهٔ ۱۲ ژوئن ۱۹۷۹) بازیگر اهل ترکیه است. که در ایران در نقش نانا در سریال آرزوی عروسک پارچه ای به مشهوریت رسید وی از سال ۱۹۹۵ میلادی تاکنون مشغول فعالیت بوده‌است.